# 袁汝是
袁汝是（1512年—1586年），字公儒，號澤門，湖廣荆州府石首縣（今湖北石首市）人，明朝政治人物。

## 生平
嘉靖十六年（1537年）丁酉科湖廣鄉試第二十七名舉人。嘉靖二十九年（1550年）中式庚戌科會試第三十八名，第三甲第十八名進士。授松江府推官，曾摄华亭县事，三十二年丁憂歸。三十五年六月选授刑科給事中，三十六年九月升禮科右，三十七年三月与御史凌儒往蓟镇堪查边墙工程，论修边冒破之罪，黜兵部左侍郎吴嘉会为民，前总督侍郎致仕何栋冠带闲住。三十七年七月升本科左，升工科都，四十年五月考察以才力不及降调。降泉州府通判，四十三年升松江府同知，不久改蘇州府同知，仍暂理松江府事，本年升松江知府。四十五年升浙江按察司副使。隆慶元年（1567年）十月升河南布政司右参政，二年（1568年）免官。归乡筑“六可园”。萬曆十四年卒。

## 佚事
袁汝是本人好吃好喝。何良俊親見有士夫宴請袁汝是，肴品計百餘樣，鴿子、斑鳩之類皆有。嘉靖年間其任松江府知府，常與一本地人、同年袁世榮飲酒，結果被人作“東袁載酒西袁醉，摘盡枇杷一樹金。”兩句譏諷。

## 家族
曾祖袁惇、祖父袁宗稷、父親袁齊。母曾氏。具庆下。兄袁汝昌（壬午贡士）、汝星、汝最。